# Enolază

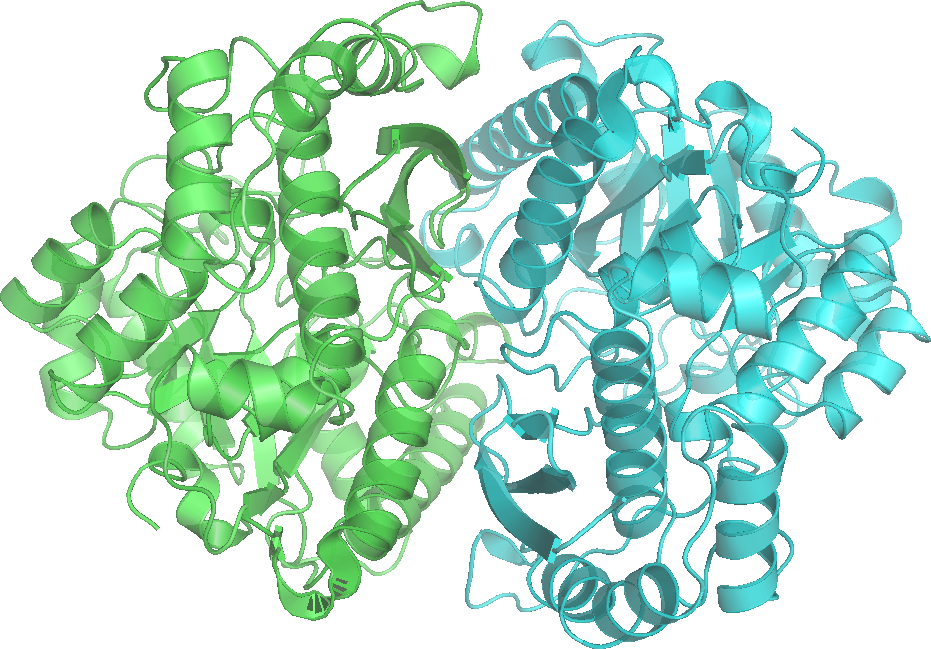
Structura unui dimer de enolază de la drojdie

Enolaza (de obicei cunoscută ca fosfopiruvat hidratază) (EC 4.2.1.11 ) este o enzimă din clasa liazelor care catalizează reacția de conversie a 2-fosfogliceratului (2-PG) la fosfoenolpiruvat (PEP), aceasta fiind penultima etapă din procesul de glicoliză.
Reacția chimică poate fi reprezentată astfel:
2-fosfo-D-glicerat {\displaystyle \rightleftharpoons } fosfoenolpiruvat + H2O